# 델리 아델레예
아요델리 "델리" 아델레예(Ayodele "Dele" Adeleye, 1988년 12월 25일 ~ )는 나이지리아의 전 축구 선수이다.